# Alosa (persona)

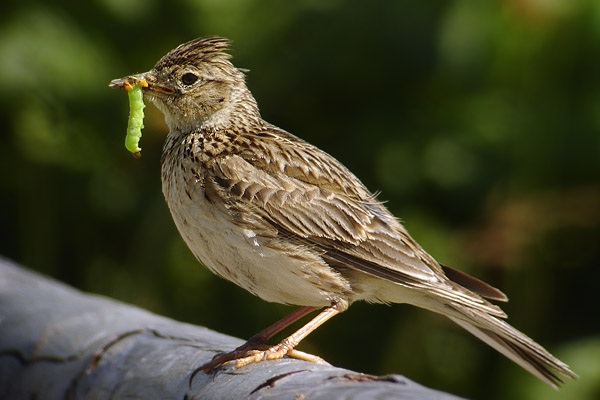
Imatge d'una alosa.

Una alosa és una persona que s'aixeca prest els matins i que se'n va a dormir prest els vespres. L'alosa (l'ocell) és una au bàsicament diürna, cosa que explica l'ús d'aquest mot per a les persones que dormen de les 22:00 h a les 06:00 h aproximadament. Aquestes persones estan molt ben adaptades per al torn de dia. El concepte oposat és el del mussol, aquella persona que està desperta fins tard i se sent més desperta els vespres. Un altre nom que reben les aloses són gent A (en contraposició al noms dels musssols, gent B). Els acadèmics usen els termes matutí (morningness) i vespertí (eveningness).
Els estudis sobre la prevalença de cada un dels comportaments o de cronotips intermedis han usat tradicionalment diferents criteris i, per tant, arriben a diferents conclusions. En alguns casos, la pregunta és "a quina hora t'aixeques?" i en d'altres, la pregunta s'assembla més a "a quina hora prefereixes aixecar-te?". Una enquesta del 2004 a 400 persones arribà a la conclusió que hi ha aproximadament un 15% d'aloses, un 25% de mussols i un 60% de casos intermedis.